# 코다 (음악)

코다 로고

코다(이탈리아어: Coda '꼬리')는 이탈리아어의 '꼬리'에서 유래되어, 특별히 추가된 종결부를 뜻한다. 모든 반복 기호에 의한 반복 연주시, 앞의 가 있는 마디에서 뒤의 가 있는 마디 사이는 생략하고 연주하라는 뜻이다. 코다기호는 세로줄 위에 위치하여야 한다.

## 같이 보기
- 다 카포
- 에필로그 (용어)
- 도돌이표